# Ернист (Пенсилванија)
Ернист (енгл. Ernest) град је у америчкој савезној држави Пенсилванија.

## Демографија
По попису из 2010. године број становника је 462, што је 39 (-7,8%) становника мање него 2000. године.
| Група             | 2000.       | 2010.       |
| Белци             | 487 (97,2%) | 445 (96,3%) |
| Афроамериканци    | 5 (1,0%)    | 8 (1,7%)    |
| Азијати           | 1 (0,2%)    | 0 (0,0%)    |
| Хиспаноамериканци | 4 (0,8%)    | 10 (2,2%)   |
| Укупно            | 501         | 462         |